# Dzierawy
Dzierawy – wieś w Polsce położona w województwie wielkopolskim, w powiecie kolskim, w gminie Koło. W latach 1975–1998 miejscowość administracyjnie należała do województwa konińskiego.

## Położenie
Miejscowość położona jest około 3 kilometrów na północny zachód od Koła, przy drodze lokalnej do Konina i Lichenia. Przez południową część wsi przepływa rzeka Warta.

## Historia
Wieś królewska Dzierzawy należąca do starostwa kolskiego, pod koniec XVI wieku leżała w powiecie konińskim województwa kaliskiego.
W XIX wieku ważną osobą dla Dzieraw był Ignacy Ziębowicz, przyczynił się on w dużej mierze do rozwoju Szkoły Podstawowej. Podczas powszechnego spisu ludności w 1931 roku wieś Dzierawy miała 44 zabudowania i liczyła 320 mieszkańców, a w 1934 r. rozpoczęto budowę wału przeciwpowodziowego nad brzegiem Warty na odcinku Koło-Ochle.Według mieszkańców podczas okupacji niemieckiej wieś otrzymała nazwę „Weiden”. Między 1954 r. a 1958 r. istniała tu gromada Dzierawy.

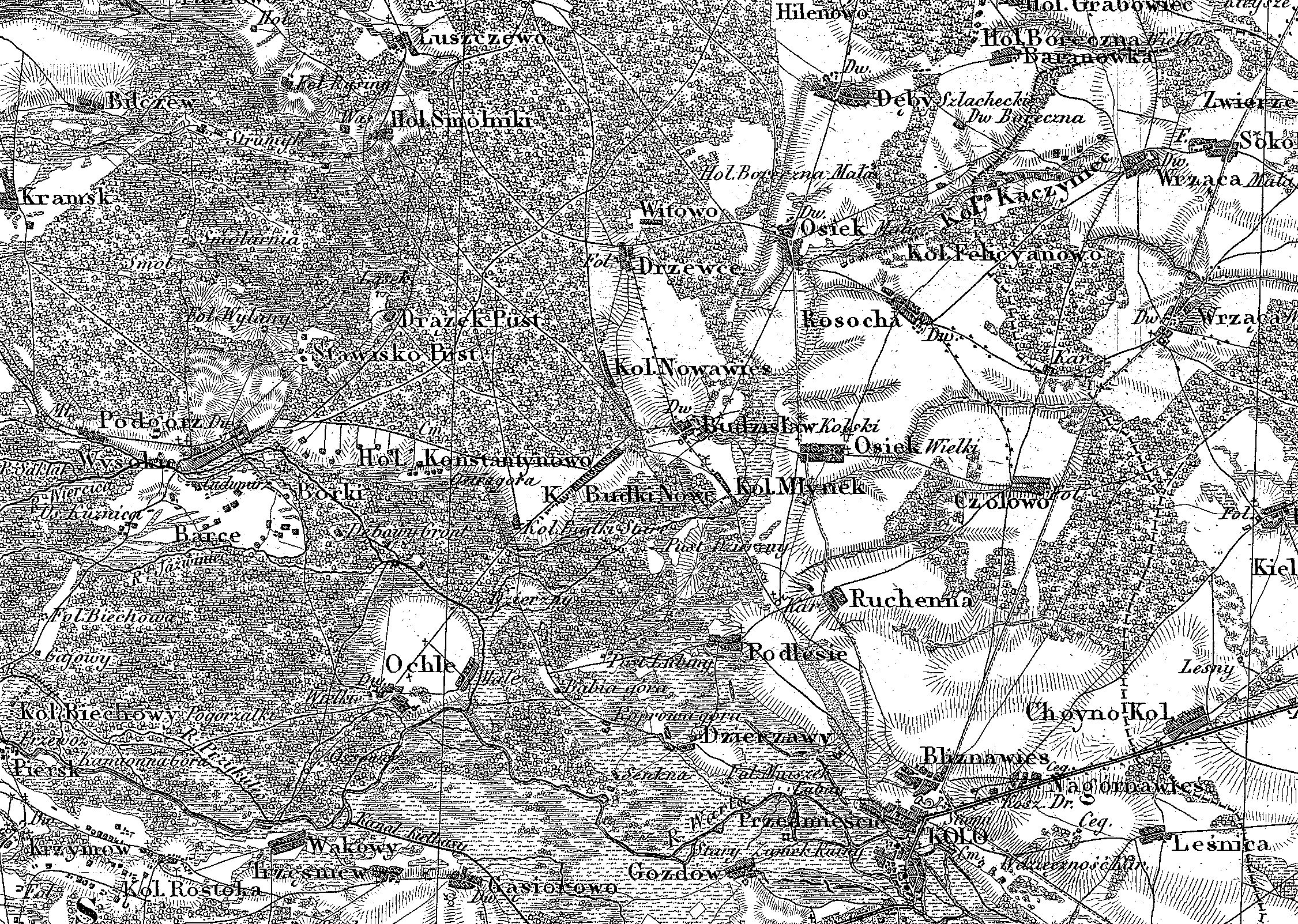
Dzierawy na mapie z 1835 roku (wtedy Dzierzawy) Topograficzna Karta Królestwa Polskiego

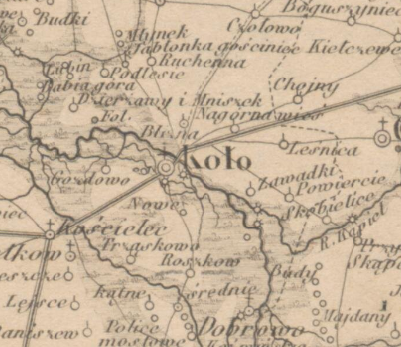
Dzierawy na mapie Wojciecha Chrzanowskiego z 1859 roku (wtedy Dzierżawy i Mniszek)

## Integralne części wsi
| SIMC    | Nazwa        | Rodzaj    |
| ------- | ------------ | --------- |
| 0287409 | Koprowa Góra | część wsi |

## Demografia
Poniższa demografia posiada dane z 2021
| Opis                                | Ogółem | Ogółem | Kobiety | Kobiety | Mężczyźni | Mężczyźni |
| ----------------------------------- | ------ | ------ | ------- | ------- | --------- | --------- |
| Jednostka                           | osób   | %      | osób    | %       | osób      | %         |
| Populacja                           | 337    | 100    | 169     | 50,15   | 168       | 49,85     |
| Wiek przedprodukcyjny (0–17 lat)    | 55     | 16,32  | 26      | 7,72    | 29        | 8,61      |
| Wiek produkcyjny (18–65 lat)        | 208    | 61,72  | 97      | 28,78   | 111       | 32,94     |
| Wiek poprodukcyjny (powyżej 65 lat) | 74     | 21,96  | 46      | 13,65   | 28        | 8,31      |

## Ludzie związani z Dzierawami
- Ignacy Ziębowicz (1890–1950) – polski nauczyciel, regionalista, krajoznawca, a także działacz społeczny.